# Baccharis sphaerocephala
Baccharis sphaerocephala es una especie de arbusto de 1 a 2 m de altura, ramas desnudas en la base y hojosas al extremo; hojas alternas, lanceoladas hasta elípticas, agudas, con fuertes dientes, menos el tercio inferior de estas. Flores grandes, terminales, blancas amarillentas, dispuestas en capítulos en inflorescencias densas. Florece de noviembre a febrero.  
Tiene respuesta germinativa inmediata pues la germinación comienza antes de los 30 días; y el patrón de germinación es sincrónico, pues más del 90% de las semillas germinadas lo hacen en un solo mes.
Se halla en Chile en las provincias centrales y en la cordillera patagónica argentina.

## Nombre común
Radín, rari, radén

## Química
La planta presenta flavonas, germaclanos, clerodanos y triterpenos.

## Sinonimia
- Pingraea sphaerocephala (Hook. & Arn.) F.H.Hellw.
- Baccharis radin Phil.[1]